# Kirk Sportscars
Kirk Sportscars war ein britischer Hersteller von Automobilen.

## Unternehmensgeschichte
Andrew Kirk gründete 2005 das Unternehmen in Chorley in der Grafschaft Lancashire. Er begann mit der Produktion von Automobilen und Kits. Der Markenname lautete Kirk. 2007 endete die Produktion. Insgesamt entstanden etwa zwei Exemplare.

## Fahrzeuge
Im Angebot stand nur ein Modell. Dies war der P-Type. Es war ein Dreirad mit hinterem Einzelrad. Die offene Karosserie bot Platz für eine Person.